# Верде (приток Солта)

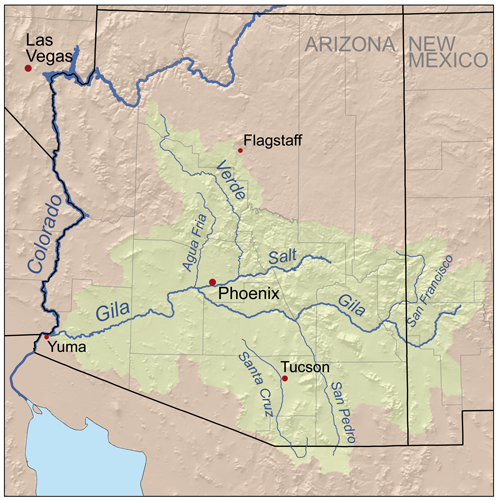
Верде на схеме бассейна реки Гила

Верде (англ. Verde River) — река в центральной части штата Аризона, США. Правый приток реки Солт, которая в свою очередь является притоком реки Хила. Длина составляет около 270 км; площадь водосборного бассейна — 17 213 км²; средний расход воды в устье — 17 м³/с.
На реке Верде имеется 2 водохранилища: Хорсшу и Барлетт. Протекает через такие города как Камп-Верде, Кларкдейл и Коттонвуд. Впадает в реку Солт вблизи города Фаунтин-Хиллс.
В 2017 году вышла из берегов. Несколько погибших.